# Llaneros de Guanare Escuela de Fútbol
Llaneros de Guanare Escuela de Fútbol fue un equipo del fútbol profesional de Venezuela con sede en la ciudad de Guanare. Fundado el 5 de agosto de 1985. Disputaba sus partidos como local en el Estadio Rafael Calles Pinto de 13 000 espectadores.
Su máximo rival es el Portuguesa Fútbol Club, equipo con el que disputa el «derbi Portugueseño».

## Historia
Fue fundado el 5 de agosto de 1985.
En la temporada 1991-92 finalizara en la tercera posición de la Liguilla Final, a la que participaron ocho conjuntos, teniendo que jugar una eliminatoria de promoción o playoff ante el Unión Deportivo Falcón, al que derrotó 1-0 y luego cayó 1-2, jugándose el ascenso desde el fatídico punto penal. Junto con Deportivo Galicia hizo su entrada a la máxima categoría para la campaña 92-93.

### El debut en Primera División
A pesar de que en el 92 tuvo su primer ascenso, Llaneros comenzó directamente en la Primera División en la Temporada 86-87, formando parte del Grupo Occidental, donde terminó sexto entre siete equipos, bajando rápidamente a la Segunda División. Entonces, en el primer juego en su historia en Primera fue de visitante ante el pentacampeón del fútbol venezolano, Portuguesa FC, empatando a cero (28 de septiembre de 1986, por la segunda fecha del torneo, ya que en la primera tuvo descanso el Batallón Santo), para así alcanzar su primer punto histórico. Tras sufrir su primera derrota a manos del Unión Atlético Táchira, el 12 de octubre del 86 conseguiría su primera victoria y sus primeros dos goles en la máxima categoría, al derrotar en casa 2-1 a Estudiantes de Mérida. Pero al final los resultados no se le dieron y terminó perdiendo la categoría, a la cual regresaría cinco temporadas después.
Tras el ascenso, Llaneros debuta en la temporada 92-93 ante Marítimo Sport Club (1-4 de visitante), equipo que a la postre se titularía campeón. Su primer punto llega una semana después en su campo ante Trujillanos FC, con el que empató a un gol (18-10-1992). Tras caer 1-3 ante Minerven, en la fecha 4, jugada el primero de noviembre de ese mismo año consigue su primera victoria en la máxima categoría, siendo su víctima el Anzoátegui FC. Cerraría la campaña en el puesto 11 con 27 puntos (35 de los actuales si tomamos en cuenta que en aquel entonces le daban solo dos puntos a las victorias por tres que se le dan en estos momentos), luego de ganar 8, empatar 11 y perder también 11 partidos, con 33 goles a favor y 45 en contra.
Tras tres temporadas consecutivas estando en la mitad de la tabla y sin problemas de descenso, en la temporada 95-96, cuando el Torneo se jugaba por grupos bajo el sistema de Copa Venezuela la primera parte y Torneo Clausura la segunda, Llaneros no pasó a la competencia del segundo semestre al finalizar séptimo en la zona Occidental con 21 puntos, dos menos que El Vigía FC que fue el sexto y último clasificado.
Sufriendo como pocos
Sin embargo en la temporada siguiente la pasó un poco mal, salvándose en el Apertura por solo cuatro puntos (en ese entonces descendían en el primer semestre y no al final de la temporada como en la actualidad) pese a que no logró ganar un partido de los últimos 10 disputados, sufriendo incluso cuatro derrotas consecutivas después de lograr su última victoria ante el Valencia FC en la fecha 13.
Un desastroso primer semestre en la temporada 97-98 los llevó a la Segunda División junto a El Vigía FC, luego de sumar solo 14 puntos en el Apertura, para ser últimos entre 12 equipos. En el Clausura tuvieron una gran actuación, culminando sextos con 31 puntos, pero en la sumatoria fue superado por Mineros de Guayana que le ganó la batalla solo por un punto, a pesar de que el Batallón cerró en forma espectacular, sumando 11 de los últimos 15 puntos, mientras los mineristas apenas conseguían tres unidades en la última fecha, ganando curiosamente el Clásico del Sur a Minerven (2-0), para cortar una racha de cinco derrotas consecutivas.
Apenas duró una sola temporada en Segunda, la de la campaña 98-99, regresando a la máxima categoría como campeón, acompañado del Deportivo Trujillanos, para participar en su séptima campaña en Primera.
Pero su retorno fue casi igual de penoso a su última campaña en Primera, al terminar el Apertura 99 en la última casilla con apenas dos victorias en 22 partidos y 15 puntos. Finalizó décimo en el Clausura con 21 puntos, lo que en la general les dejó últimos con 36 unidades.
Para la temporada 2000-2001 se juega nuevamente bajo el sistema de Copa Venezuela (primer semestre), el cual calificó a los diez mejores equipos en sus promedios de la campaña 99-2000 y ese semestre al Torneo Nacional, quedando Llaneros fuera, al finalizar séptimos entre ocho en la llave Occidental con solo nueve unidades y como se mencionó anteriormente ser el peor de la temporada anterior.

### Años recientes
Actualmente su gerente es Reinelda Valera. Años anteriores estuvieron a cargo de la Vicepresidencia Francisco García y en la gerencia general Renzo Divincenzo
Tras 6 años en Segunda la expansión le da una nueva oportunidad
Deambuló en Segunda durante seis temporadas consecutivas, hasta que aprovechando la expansión que dio en el fútbol venezolano con el boom de la Copa América Venezuela 2007, Llaneros, sexto de la temporada 2006-2007 acompañó a El Vigía FC (campeón), Guaros FC(subcampeón), Estudiantes, Unión Lara FC, Dvo Anzoátegui, Dvo Italia y Estrella Roja, siendo su campo el Rafael Calles Pinto el testigo de la coronación del auriverde ante unas tres mil personas que viajaron desde El Vigía hasta Guanare.
Fue noveno en la campaña 2007-2008, gracias a un buen Apertura en el que sumó 23 puntos y no tan bien Clausura, con 18 unidades, siendo 13.º. Mejor le fue en la campaña siguiente, donde fueron séptimos y sumaron 52 unidades, manteniendo un equilibrio en los dos torneos cortos.
Pero otro desastroso Torneo Apertura les devuelve a la Segunda en la temporada 2009-2010, al ser últimos con solo 7 unidades y apenas una victoria en 17 compromiso. Las cosas no mejoraron en el Clausura, donde fue 16.º con 15 puntos, acompañando al Centro Ítalo a la división de plata.
Sin embargo esta vez su pasantía en segunda solo duró un año, pues en la Segunda División Venezolana 2010/11 se impuso en el apertura agónicamente por diferencia de goles frente a su histórico rival el Portuguesa FC, y el clausura lo terminó sin presiones.
Ya en el cuadrangular de ascenso, se impusieron a sus rivales con cierta facilidad, y confirmaron su ascenso a falta de una fecha por disputarse en el calendario, por lo que participará en la Primera División Venezolana 2011/12.
Llaneros de Guanare se mantiene con una racha de 12 partidos al hilo sin conceder una derrota y otra histórica que son ya 15 partidos sin perder de local, su primer partido del 2012 fue contra el Deportivo Táchira consiguiendo su primera victoria con un 1-2 en la temporada, el segundo frente al letal Mineros de Guayana con una victoria de 4-0 goleando a los Petroleros tanto así que siguieron frente al Real Espor Club con un empate 0-0, luego frente Trujillanos Fútbol Club al cual venció por un contundente 3-0 y su último partido actual fue frente al Estudiantes de Mérida que quedó en empate a 2 goles. Con estos resultados llaneros se mantiene en la 4.ª posición de la Primera División Venezolana 2011/12.

## Rivalidades

### Derbi Portugueseño
Es aquel partido que protagonizan los dos equipos más importantes del estado Portuguesa: Llaneros de Guanare y Portuguesa FC. No cuenta con mucha trayectoria, comenzando a disputarse en 2001 hasta el día del hoy. Ambos cuentan con una buena cantidad de fanáticos en el estado (Portuguesa).
| Equipo              | Victorias | Empates |
| ------------------- | --------- | ------- |
| Llaneros de Guanare | 12        | 7       |
| Portuguesa FC       | 15        | 7       |

## Uniforme
- Uniforme Titular: Camiseta: blanco y rayas amarillas por los lados, Pantalón: blanco y rayas amarillas por los lados, Medias: blanco.
- Uniforme Alternatico: Camiseta: negro y rayas amarillas por los lados , Pantalón: negro y rayas amarillas por los lados, Medias: negro .

### Evolución de Uniforme
| Primer Uniforme Titular-1984 | Titular-2016 | Altenativo-2016 | Presente Titular-2017 | Presente Altenativo-2017 |  |

### Indumentaria y patrocinador
| Periodo       | Proveedor                             |
| ------------- | ------------------------------------- |
| 1984-2010     | Sin Indumentaria                      |
| 2011-2012     | Bandera de la República Popular China |
| 2012-2015     | Sin Indumentaria                      |
| 2016-2018     | Celsa                                 |
| 2019-presente | Bandera de Alemania                   |

| Periodo         | Patrocinador                                      |
| --------------- | ------------------------------------------------- |
| 1984-2010       | Sin patrocinador                                  |
| 2011-2012       | Bandera de la República Popular China             |
| 2013-2016       | Bandera de Venezuela                              |
| 2017-2018       | Celsa Helados Gerelatti Calsa Suave Granja Docasa |
| 2019-actualidad | Helados Gerelatti Gerelatti Calsa Cachapa Cliente |

## Estadio

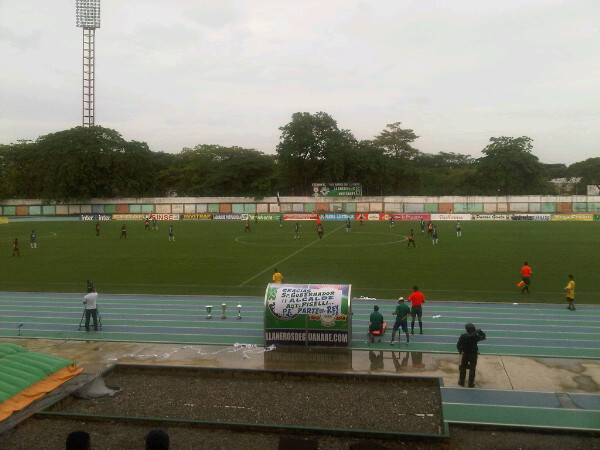
Vista del Estadio Rafael Calles Pinto.

El Estadio Rafael Calles Pinto es una infraestructura deportiva usada comúnmente para la práctica del fútbol, ubicada en la ciudad de Guanare, tiene una capacidad de al menos unos 7 mil espectadores. Recientemente y a través del IND se inició se proyectó el proceso de reparación de esta estructura que incluía el techado de la tribuna principal, reconstrucción de la cerca perimetral, construcción del edificio administrativo y ampliación de las gradas. Remodelado en 2007 en marco a los juegos deportivo nacionales llanos 2007

## Jugadores

### Plantilla
(*) Jugadores Juveniles, según reglamento del Torneo debe haber al menos 1 jugador nacido en los años 1999, 2000 o 2001 en la alineación titular

## Junta directiva y organigrama del club
| Organigrama         |                    |
| Cargo               | Nombre             |
| Presidente          | Ángel Luis Geretti |
| Vicepresidente      | Clara Mujica Pérez |
| Asesor Presidencia  | José Tolo Méndez   |
| Gerente General     | Reinelda Valera    |
| Consultor Jurídico  | Alirio Rivas       |
| Gerente Deportivo   | Addinson Cordero   |
| Administrador       | Berny Rodríguez    |
| Directora de Medios |                    |
| Asistente de Medios |                    |
| Redes Sociales      |                    |
| Fotógrafo           |                    |
| Diseñador Gráfico   |                    |

## Estadísticas por temporada
| Leyenda |
| --- |
| CAT: Categoría TEMP: Temporada POS: Posición PJ: Partidos Jugados PG: Partidos Ganados PE: Partidos Empatados PP: Partidos Perdidos GF: Goles a Favor GC: Goles en Contra DIF: Diferencia. PTS: Puntos OBS: Observaciones |

| CAT. | TEMP.     | POS  | PJ | PG | PE | PP | GF | GC | DIF | PTS | OBSERVACIONES |
| ---- | --------- | ---- | -- | -- | -- | -- | -- | -- | --- | --- | --- |
| 2.ª  | 1985      | 3.º  | 8  | 5  | 1  | 2  | 12 | 4  | 8   | 11  | |
| 1.ª  | 1986/1987 | 13.º | 24 | 4  | 10 | 10 | 22 | 33 | -11 | 18  | Perdió el partido de repechaje vs Peninsulares de Araya 0-1 |
| 2.ª  | 1991/1992 | 3.º  | 14 | 8  | 4  | 2  | 20 | 10 | 10  | 20  | Jugó el repechaje vs Unión Deportivo Falcón, ganando ambos juegos 1-0 en Guanare y 1-2 Falcón para ganarse su puesto a la Primera División.                                                                                 |
| 1.ª  | 1992/1993 | 11.º | 30 | 8  | 11 | 11 | 33 | 45 | -12 | 27  | |
| 1.ª  | 1993/1994 | 9.º  | 30 | 9  | 11 | 10 | 31 | 31 | 0   | 29  | |
| 1.ª  | 1994/1995 | -    | 22 | 4  | 10 | 8  | 18 | 31 | -13 | 18  | Finaliza 3.º en el Torneo Iniciación y avanza a Torneo Nacional donde finaliza 6.º |
| 1.ª  | 1995/1996 | 13.º | 16 | 6  | 3  | 7  | 30 | 30 | 0   | 21  | |
| 1.ª  | 1996/1997 | 9.º  | 40 | 9  | 16 | 15 | 45 | 57 | -12 | 43  | |
| 1.ª  | 1997/1998 | 11.º | 44 | 11 | 12 | 21 | 55 | 79 | -24 | 45  | Finaliza Penúltimo y juega un repechaje vs Atlético Zamora, pierde 1-0 en Barinas y empata a 0 en Guanare |
| 2.ª  | 1998/1999 |      |    |    |    |    |    |    |     |     | Campeón |
| 1.ª  | 1999/2000 | 12.º | 44 | 7  | 15 | 22 | 53 | 90 | -37 | 36  | |
| 1.ª  | 2000/2001 | 15.º | 14 | 2  | 3  | 9  | 18 | 40 | -22 | 9   | Queda fuera del Torneo Nacional 2001 y baja a 2ª División |
| 2.ª  | 2000/2001 | 3.º  | 16 | 11 | 3  | 2  | 41 | 17 | 24  | 36  | |
| 3.ª  | 2001/2002 |      |    |    |    |    |    |    |     |     | Subcampeón del Torneo Aspirante |
| 2.ª  | 2002/2003 |      | 22 | 6  | 8  | 8  | 21 | 22 | -1  | 28  | En el Torneo Apertura finaliza Líder de su grupo y obtiene bonificación de 2 pts en el clausura finaliza 5.º |
| 2.ª  | 2003/2004 |      |    |    |    |    |    |    |     |     | Desistió participar en el Torneo |
| 2.ª  | 2004/2005 |      | 40 | 16 | 6  | 18 | 61 | 72 | -11 | 54  | Torneo Apertura finaliza 5.º y en el Torneo Clausura finaliza 8.º |
| 2.ª  | 2005/2006 |      | 14 | 4  | 6  | 4  | 17 | 14 | 3   | 18  | Torneo Apertura finaliza 6.º y jugará el Torneo Permanencia |
|      | 2005/2006 |      | 10 | 4  | 43 | 3  | 16 | 10 | 6   | 15  | Finaliza 3.º en el Torneo Permanencia |
| 2.ª  | 2006/2007 | 1.º  | 16 | 10 | 3  | 3  | 28 | 17 | 11  | 33  | Clasifica al Torneo Ascenso. |
| 2.ª  |           | 7.º  | 18 | 6  | 4  | 8  | 21 | 32 | -11 | 22  | Asciende a Primera División, tras la ampliación |
| 1.ª  | 2007/2008 | 9.º  | 34 | 11 | 8  | 15 | 43 | 50 | -7  | 41  | |
| 1.ª  | 2008/2009 | 7.º  | 34 | 14 | 10 | 10 | 37 | 35 | 2   | 52  | |
| 1.ª  | 2009/2010 | 18.º | 34 | 5  | 7  | 22 | 38 | 67 | -29 | 22  | Finaliza último y desciende a la Segunda División |
| 2.ª  | 2010/2011 | 1.º  | 18 | 9  | 5  | 4  | 29 | 17 | 12  | 32  | Finaliza Líder del Grupo Centro Occidental y clasifica al cuadrangular final |
|      |           | 3.º  | 16 | 8  | 3  | 5  | 28 | 22 | 6   | 27  | |
|      |           | 1.º  | 6  | 4  | 1  | 1  | 12 | 7  | 5   | 13  | Campeón de la Segunda División |
| 1.ª  | 2011/2012 | 13.º | 34 | 9  | 12 | 13 | 35 | 42 | -7  | 39  | |
| 1.ª  | 2012/2013 | 7.º  | 34 | 12 | 12 | 10 | 42 | 40 | 2   | 48  | Clasifica a la Serie Pre-Sudamericana pierde en la ida en Maracay 3-0 y en Guanare empata a 2 |
| 1.ª  | 2013/2014 | 15.º | 34 | 8  | 7  | 19 | 37 | 59 | -19 | 31  | |
| 1.ª  | 2014/2015 | 17.º | 34 | 7  | 5  | 22 | 38 | 63 | -25 | 26  | Finaliza penúltimo y desciende a la Segunda División. Pero tras la expansión mantiene la categoría. |
| 1.ª  | 2015      | 13.º | 19 | 5  | 7  | 7  | 20 | 21 | -1  | 22  | |
| 1.ª  | 2016      | 18.º | 38 | 7  | 13 | 18 | 31 | 58 | -27 | 34  | Finaliza antepenúltimo y desciende a la Segunda División. |
| 2.ª  | 2017      | 3.º  | 28 | 13 | 4  | 11 | 44 | 43 | 1   | 43  | Avanza al hexagonal final Grupo B tras finalizar entre los 4 primeros del Grupo Occidental |
| 2.ª  |           | 2.º  | 10 | 5  | 4  | 1  | 10 | 5  | 5   | 19  | |
| 2.ª  | 2018      | 2.º  | 18 | 10 | 6  | 2  | 26 | 12 | 14  | 33  | Avanza a semifinal y se enfrenta a Yaracuy FC gana ambos Partidos 1-0 en Guanare y 0-3 en San Felipe, en la Final se enfrenta a Chicó Guayana empatando a 1 en Guanare y ganando 0.1 en Puerto Ordaz.                       |
|      |           | 2.º  | 18 | 10 | 4  | 4  | 27 | 20 | 7   | 34  | Avanza a a semifinal y se enfrenta Margarita FC y pierde ambos partidos en Guanare 0-2 y en Margarita 1-0. Le corresponde jugar la Final Absoluta y se enfrenta a LALA FC empata a 0 en Puerto Ordaz y gana 3-1 en Guanare. |
| 1.ª  | 2019      | 1.º  | 37 | 12 | 8  | 17 | 54 | 72 | -18 | 44  | Fue sancionado con 3 puntos menos por parte de la Comisión de Disciplina de la FIFA. Debido a deudas con sus jugadores desciende, pero se mantiene su cupo en la Copa Sudamericana.                                         |

## Participación en Copas Internacionales
Clasifica por primera vez a una competencia internacional luego de finalizar 3.º en el Torneo Clausura 2019. En el sorteo se enfrenta al Liverpool FC de Uruguay.
| Fecha         | Enfrentamiento        | Res. | Estadio                     |
| ------------- | --------------------- | ---- | --------------------------- |
| 12 de febrero | Llaneros vs Liverpool | 0-2  | Agustín Tovar "La Carolina" |
| 26 de febrero | Liverpool vs Llaneros | 5-0  | Luis Franzini               |

## Palmarés

### Torneos nacionales
- Segunda División de Venezuela (4): 1995/96, 1998/99, 2010/11 y 2018

- Subcampeón Segunda División de Venezuela (1): 1991/92

- Subcampeón Torneo Aspirantes: 2001/02.

### Torneos amistosos
- Copa Bicentenaria: 2012